# Fox Chapel, Pennsylvania
Fox Chapel là một thị trấn thuộc quận Allegheny, tiểu bang Pennsylvania, Hoa Kỳ. Năm 2010, dân số của thị trấn này là 5388 người.